# Skøyen
Skøyen est un quartier d'Oslo, la capitale de Norvège, situé dans la partie ouest de la ville, dans l'arrondissement d'Ullern. 
Le nom du quartier vient du vieux norrois « Skǫðin ».
Skøyen est relié au centre-ville d'Oslo par la ligne de tramway Skøyen Line (en) et, en train, au départ de la gare de Skøyen.

## Liens externes

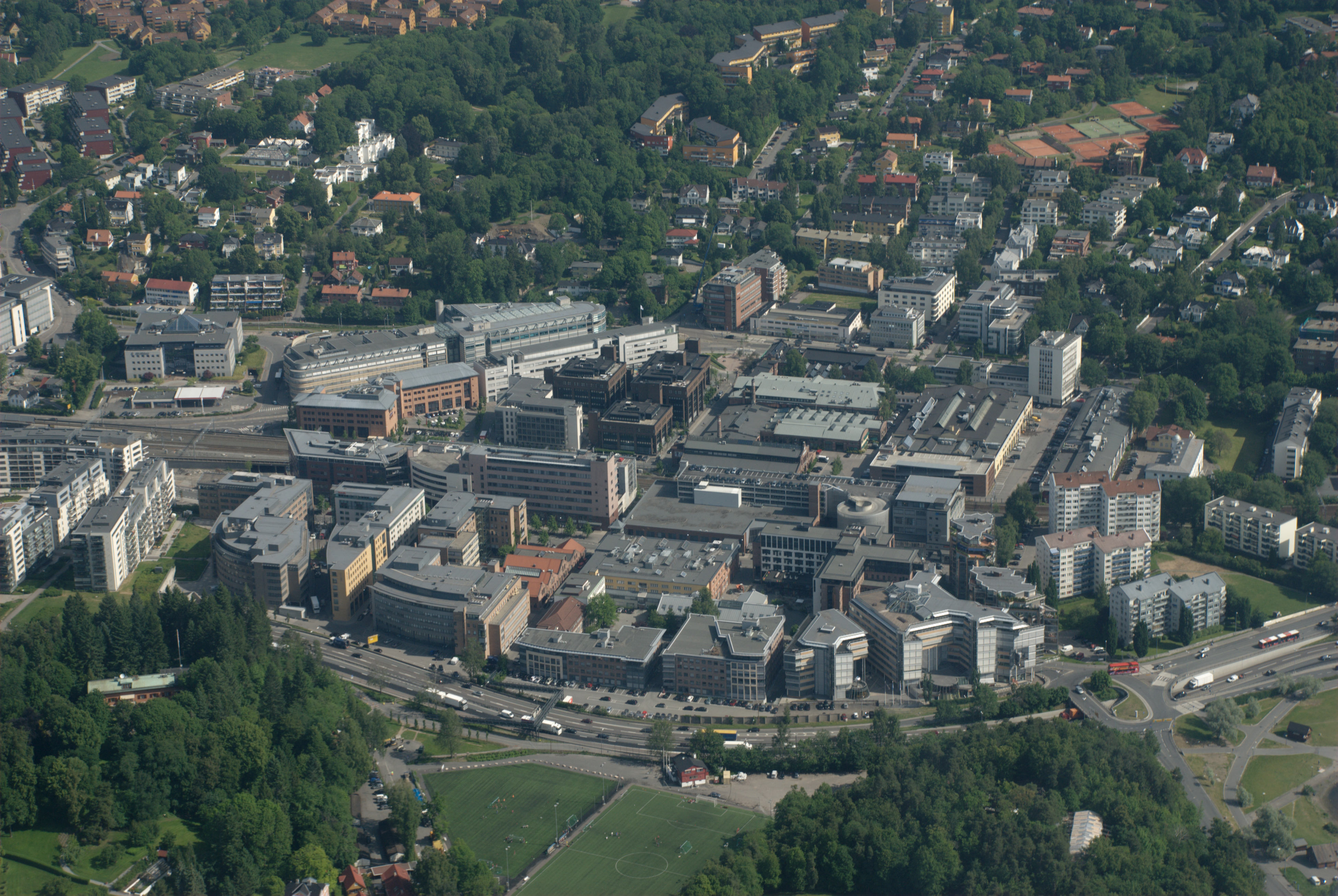
Skøyen (vue aérienne)